# Addiopizzo Catania
Addiopizzo Catania è un'associazione ed un movimento antimafia, nata a Catania in seguito alla creazione dell'associazione Comitato Addiopizzo nella città di Palermo nel 2004.
In particolare è un'associazione antiracket, Onlus e apartitica.

## Storia
L'Associazione Addiopizzo Catania, costituita a giugno del 2006 come comitato, nel 2009 ha ottenuto il riconoscimento di associazione antiracket e Onlus. È impegnata nella promozione della cultura della legalità, con una serie di progetti ed iniziative che mirano ad erodere il consenso mafioso, stimolare la rivolta dei commercianti contro il racket delle estorsioni, contrastare la sottocultura mafiosa, riunendo tutti coloro che condividono la frase “Un intero popolo che non paga il pizzo è un popolo libero”.

## Progetti e Iniziative
Accanto all'impegno antiracket "Addiopizzo Catania" ha da sempre accompagnato un impegno sociale e culturale. Il 16 maggio 2009 Addiopizzo Catania assieme ad altre associazioni catanesi, riesce a portare in piazza circa 200 persone con il comune intento di pretendere legalità e giustizia per Catania. Il corteo ha sfilato anche per la via Plebiscito, via comunemente nota alla città per l'alta densità mafiosa.
L'associazione ha inoltre realizzato dei progetti di educazione alla legalità nelle scuole medie superiori, ha organizzato diversi incontri formativi tra le facoltà dell'Ateneo catanese, ed ha avviato una stretta collaborazione con le associazioni antiracket presenti nel territorio; collabora inoltre con associazioni culturali anche fuori Sicilia.
Nel 2008 all'associazione viene dato in gestione un immobile confiscato alla mafia da condividere con l'associazione "Libera". L'immobile rimane inagibile poiché necessita di ristrutturazione e quindi di somme di denaro che non sono disponibili nelle casse delle due associazioni. Solo nell'inverno del 2011 Addiopizzo Catania riesce ad ottenere dalla Provincia i fondi necessari per iniziare i lavori.

### Progetto Scuole
Vede impegnata l'associazione nelle scuole medie superiori e nelle facoltà universitarie di Catania e provincia con l'organizzazione di incontri di educazione alla legalità che prevedono la partecipazione ed il contributo di rappresentanti della magistratura, delle principali associazioni antiracket catanesi e di imprenditori che si sono ribellati al racket delle estorsioni.
Nell'ambito di tale progetto inoltre è stato redatto, con l'ausilio di personale specializzato, e distribuito durante gli incontri nelle scuole, un questionario composto da 20 domande finalizzato ad acquisire elementi utili a valutare la percezione del concetto di legalità da parte degli alunni coinvolti. I risultati, elaborati con il contributo di docenti universitari, sono stati presentati nel corso di una conferenza stampa, il 2 dicembre 2009.
In collaborazione con la Facoltà di lettere e lingue dell'università di Catania, nell'anno accademico 2009/2010, viene realizzato il progetto Medialab, che prevede la concessione di 3 crediti formativi universitari agli studenti che svolgevano attività in seno all'associazione. Il progetto ottiene 180 richiese di adesione.
Dal 2010 su invito del CET Academic Programs l'associazione è impegnata in una serie di incontri sul tema della mafia e dell'antimafia in Sicilia, con studenti provenienti da diversi stati degli USA.
Nell'ottobre del 2013 ha preso il via il progetto "Io ricordo" finalizzato a sostenere e valorizzare la memoria storica . A questo scopo vengono realizzati tre murals: uno in ricordo delle vittime della strage di Capaci, uno a ricordo delle vittime della strage di Via D'Amelio e un terzo con i volti delle vittime catanesi della mafia.
Nel 2014 inoltre, l'associazione ha promosso il concorso "Ridisegna e riscrivi Addiopizzo Catania" rivolto agli studenti delle scuole medie superiori di Catania e provincia: è stato proposto agli studenti di ridisegnare il logo di Addiopizzo Catania e di scrivere uno slogan in grado di rappresentare i valori di cui l'associazione è portatrice. I migliori disegni e slogan sono stati premiati con un buono libri da spendere presso una delle librerie pizzo free: la premiazione è avvenuta il 3 giugno 2014 presso il bene confiscato di cui l'associazione è assegnataria.

### Progetto del "consumo critico"
Tale progetto, nella prima fase, ha avuto come obbiettivo quello di creare una rete di potenziali consumatori che si impegnano pubblicamente a sostenere le aziende che dichiarano di non essere colluse in alcun modo con soggetti mafiosi. La rete così creata costituisce anche un valido supporto contro le conseguenze economiche, sociali e personali del rifiuto del “pizzo” da parte dei commercianti, imprenditori, liberi professionisti.
Tale fase, che prevede l'adesione da parte del cittadino\consumatore al manifesto del consumo critico ove è spiegato nel dettaglio lo scopo dell'iniziativa, ha raggiunto il primo importante traguardo delle 2500 firme. L'elenco dei cittadini e consumatori che hanno aderito al progetto è stato reso pubblico attraverso conferenza stampa tenutasi il 30 settembre 2008, presso i locali della Prefettura di Catania ed ha avuto vasta eco sui media. Oggi, tramite una continua opera di raccolta delle adesioni presso i nostri banchetti informativi, il numero di consumatori che aderiscono al progetto sono quasi 6.000
La seconda fase del progetto si è svolta attraverso la creazione di una lista di commercianti “pizzo free” sostenuti dai cittadini\consumatori che hanno aderito all'iniziativa del consumo critico. La sfida di riuscire a scuotere dal torpore Catania, pungolare i cittadini catanesi e farli riflettere sul fenomeno delle estorsioni, creando una rete di persone che non siano solo consumatori consapevoli ma cittadini consci del proprio ruolo e del proprio potere all'interno della società civile, ha già raggiunto un primo, importante, traguardo con la presentazione, il 30 giugno 2010 in Prefettura alla presenza dei vertici delle Istituzioni locali, della lista con le prime 50 attività “pizzo free” che oggi sono diventate più di 130.
Un ulteriore passo in avanti del progetto, si è avuto nell'aprile 2015, con l'ingresso nella lista pizzo-free della Geotrans s.r.l in amministrazione giudiziaria, azienda confiscata alla mafia (per l'esattezza ad Ercolano), con la quale si è instaurata una profonda collaborazione con l'associazione. Sui teloni dei camion dell'azienda per esempio è stata riportata la dicitura “la legalità viaggia con le aziende confiscate” insieme al logo di Addiopizzo Catania. Questa collaborazione è stata sponsorizzata sui quotidiani nazionali oltre che sulla stampa locale e sui social network. Invero non si tratta dell'unica azienda confiscata alla mafia che aderisce alla lista “pizzo free” di Addiopizzo Catania: anche la La.ra. s.r.l. e gli Ulivi s.r.l. aderiscono al consumo critico.

### Solidarietà
Addiopizzo Catania dal Natale del 2009 ha portato avanti, il progetto "Regaliamo(ci) un sorriso", con cui sono stati raccolti, selezionati e distribuiti tra case famiglia, parrocchie, associazioni e semplici cittadini alimenti, vestiti e giocattoli.
Nel periodo antecedente la Pasqua del 2011 è stata organizzata la lotteria "Regaliamo una sorpresa", iniziativa che ha consentito, tra l'altro, di finanziare il progetto “Un muro contro la mafia”', sostenere un nucleo familiare in grave difficoltà economica e dare un aiuto all'associazione Talità Kum che opera nel popoloso quartiere di Librino. L'iniziativa riproposta anche nel 2012 ha consentito di: sostenere Laura Salafia, la studentessa colpita accidentalmente da un proiettile nel luglio 2010 e rimasta gravemente ferita, contribuendo all'acquisto di un'abitazione strutturalmente riadattata alle sue attuali condizioni di salute; realizzare il murale dedicato al giudice Borsellino e alla sua scorta e sostenere le spese di gestione del bene confiscato di cui l'associazione è assegnataria insieme a Libera.
Nel 2013 l'iniziativa ha avuto come scopo quello di raccogliere i fondi necessari per raffigurare sul murale di Piazza Lanza anche i volti delle vittime di mafia catanesi, e quello di dare un contributo economico alla biblioteca civica Ursino-Recupero, gioiello culturale catanese di rilevanza mondiale che rischia di chiudere per mancanza di fondi. In occasione della Pasqua 2014 poi, è stata organizzata sempre nell'ambito dell'iniziativa "Regaliamo una sorpresa" la consegna di oltre 150 uova di Pasqua ai bambini di diverse case famiglia catanesi e ai bambini ricoverati presso i reparti di oncologia pediatrica degli ospedali della città.
In occasione della Pasqua 2014 poi, è stata organizzata sempre nell'ambito dell'iniziativa “Regaliamo una sorpresa” la consegna di oltre 150 uova di Pasqua ai bambini di diverse case famiglia catanesi e ai bambini ricoverati presso i reparti di oncologia pediatrica degli ospedali della città; e visto il buon esito dell'iniziativa, benché ridimensionata, è stata nuovamente realizzata l'anno successivo con “Regaliamo una sorpresa 2015” dove sono state consegnate 15 uova pasquali (insieme ad un utensile per cucina, di cui la comunità necessitava) ai bambini delle comunità Arcobaleno.
Nell'anno 2015 inoltre, l'associazione ha scelto di fare da supporto alla scuola Brancati di Catania, con sede a Librino, la quale è stata vittima del furto di tutti i pc del laboratorio dell'aula informatica, adoperandosi per donare un notebook, e per coinvolgere tutti i cittadini. In particolare, da un imprenditore pizzo free è arrivata la donazione di tutti i pc necessari per la ricostituzione del laboratorio informatico della scuola.

### Collaborazione con le associazioni antiracket
Particolarmente intensa la collaborazione con le associazioni anrtiracket di Catania e provincia, in particolare con le due principali associazioni catanesi antiracket, ASAEC e ASAEE.
Nell'ambito di tale collaborazione Addiopizzo Catania ha partecipato al workshop Legalopoli organizzato a Roma dall'ASAEC e ad altre manifestazioni organizzate dalla predetta associazione.Rilevante, inoltre, è stato il contributo in termini di impegno all'iniziativa “Arance pizzo free” promossa a sostegno di un imprenditore di Palagonia dall'ASAEE negli anni 2008 e 2009 e approdata anche al Quirinale. Sempre nell'ambito della collaborazione con le associazioni di categoria si ricorda la partecipazione agli incontri da titolo Le mafie, conoscerle per difendersene organizzati nel mese di gennaio del 2008 a Firenze dal Coordinamento Antimafia di Firenze, Fondazione Antonino Caponnetto e Libera Toscana.
Di recente l'associazione ha organizzato in Umbria ed Emilia Romagna diversi incontri sulla legalità e le strategie di lotta al fenomeno delle estorsioni.
L'Associazione si è costituita parte civile nel processo nr.973/2012 R.G.I.P., conclusosi nel 2012, scaturito dalla denuncia di Casella Filippo, uno degli imprenditori facenti parte della lista pizzo Free, nonché nel processo scaturito dall'operazione Iblis nel 2011 e non ancora concluso.

### Casa di Beppe, Ninni e Roberto
L'associazione è assegnataria (insieme a Libera) di un appartamento confiscato ad un esponente del clan Santapaola, sito nel quartiere di Picanello, la quale, nel corso del tempo e diventato lo snodo fondamentale della maggior parte delle attività dell'associazione.
Ristrutturato ed inaugurato alla presenza delle Istituzioni il 27 gennaio 2011, è diventato la “Casa di Beppe, Ninni e Roberto”, poliziotti della Squadra Mobile di Palermo caduti per mano mafiosa ed è un avamposto di legalità per il quartiere. L'appartamento è infatti necessario per il coinvolgimento, attraverso mirati progetti di educazione culturale, dei giovani del quartiere, i quali, se adeguatamente valorizzati, rappresentano indubbiamente una risorsa per il futuro della nostra città.
L'appartamento è la sede operativa e sede legale dell'associazione, e fin da subito diventa il centro di molte attività, come il progetto inaugurato nel gennaio 2013 “A lezione a Casa di Beppe, Ninni e Roberto” con l'attivazione di un corso di doposcuola gratuito per i bambini che ha riscontrato sin da subito il favore degli abitanti del quartiere Picanello, che si è concluso nel mese di giugno, e molte altre attività.
Negli anni successivi l'appartamento è stato utilizzato per altri progetti, come i progetti: “Cine legalità”, un cineforum organizzato aperto ai ragazzi di una casa famiglia catanese (casa famiglia “Arcobaleno”) finalizzato, attraverso la proiezione di diversi film, a stimolare il dibattito con i ragazzi e la loro coscienza sociale; lo “Lo Scaffale delle Storie”, una biblioteca-cineteca finalizzata a fornire un servizio culturale costante, alla gente del quartiere, e più in generale alla cittadinanza catanese, “Scatti di legalità”, un progetto destinato ad alcuni dei ragazzi della casa famiglia “Arcobaleno”. che hanno avuto la possibilità di seguire, sempre gratuitamente, 4 incontri con un maestro di fotografia, Antonio Parrinello, così da imparare, oltre che i rudimenti dell'arte fotografica, ad osservare la realtà che li circonda, a partire dal quartiere di Picanello, e infine una delle ultime iniziative lanciate è stata quella del progetto "Si può Fare" per mezzo del quale sono stati organizzati, una serie di incontri tra i ragazzi della casa famiglia “Arcobaleno” e una serie di professionisti, i quali, attraverso i racconti delle loro diverse esperienze hanno trasmesso ai ragazzi un modello da seguire.

### Aziende Confiscate
L'associazione segue e fornisce supporto ai lavoratori delle aziende confiscate dalle organizzazioni criminali, che spesso, per ragioni non sempre legate al mercato, sono costrette a chiudere.
Tra le realtà suddette possono citarsi la La.Ra s.r.l, la In.co.ter s.p.a. e la (oggi fallita) Riela Group.
Addiopizzo Catania si è occupata di sollecitare le istituzioni in maniera tale da cercare di mantenere i livelli occupazionali delle aziende ad un passo dalla liquidazione e affinché venissero sempre dovutamente riscontrate le “denunce” degli stessi lavoratori, anche grazie a collaborazioni attive con gli amministratori delle stesse oltre che con le istituzioni competenti in materia come la Prefettura, le Commissioni (Nazionale e Regionale) antimafia, il Ministero dell’Interno, la Corte dei Conti e l’Agenzia Nazionale dei Beni Confiscati e Sequestrati, la Procura della Repubblica di Catania, la sezione Misure di Prevenzione del Tribunale di Catania.

### Presenza sul territorio
Addiopizzo Catania è presente sul territorio anche attraverso iniziative volte a sollecitare il senso civico e preservare la memoria storica da parte della cittadinanza. In tale contesto si colloca la realizzazione, nell'ambito del progetto "Un muro contro la mafia" , di un murale realizzato nei pressi dell'ospedale Garibaldi recante la scritta “ Contro la mafia, l'amore per la memoria l'impegno dell'azione, ed ancora del murale di viale Ulisse dedicato al giudice Giovanni Falcone e alle vittime della strage di Capaci. Nel 2012 è stato realizzato, sul muro perimetrale della casa Circondariale di Piazza Lanza il murale dedicato al giudice Borsellino ed ai ragazzi della scorta caduti nella strage di via D'Amelio, completato il 2 luglio 2013 con i volti di alcune delle vittime catanesi. Tra le altre iniziative vanno infine ricordate quelle di sensibilizzazione poste in essere a partire dal 2008 in occasione della Festa di S.Agata con l'esposizione di striscioni e adesivi che invitano la cittadinanza alla ribellione contro lo mafia.
L'associazione, inoltre, è assegnataria, insieme a Libera di un appartamento confiscato ad un esponente del clan Santapaola, sito nel quartiere di Picanello.
Ristrutturato ed inaugurato alla presenza delle Istituzioni il 27 gennaio 2011, è diventato la "Casa di Beppe Montana, Ninni Cassarà e Roberto Antiochia", poliziotti della Squadra Mobile di Palermo caduti per mano mafiosa ed è pronto per diventare un avamposto di legalità per il coinvolgimento, attraverso mirati progetti di educazione culturale, dei giovani del quartiere, i quali, se adeguatamente valorizzati rappresentano indubbiamente una risorsa per il futuro della nostra città.
In tale ottica il 22 gennaio 2013 ha preso il via il progetto "A lezione a casa di Beppe, Ninni e Roberto" con l'attivazione di un corso di doposcuola gratuito per i bambini che ha subito riscontrato il favore degli abitanti del quartiere Picanello che si è concluso nel mese di giugno.
Il 27 febbraio al 7 maggio 2014 si è svolto è stato realizzato il "Cinelegalità", un cineforum aperto ai ragazzi di una casa famiglia catanese (casa famiglia “Arcobaleno”) finalizzato, attraverso la proiezione di diversi film, a stimolare il dibattito con i ragazzi e la loro coscienza sociale.
Dall'8 marzo al 30 giugno 2014 inoltre la “Casa di Beppe Montana, Ninni Cassarà e Roberto Antiochia” ha ospitato un altro progetto "Lo scaffale delle storie" : una biblioteca-cineteca gratuita, aperta al quartiere e alla cittadinanza, per ribadire l'importanza della crescita culturale come principale risorsa dell'agire quotidiano.
Ancora, dal 7 aprile 2014, sempre presso la “Casa di Beppe Montana, Ninni Cassarà e Roberto Antiochia” è stato realizzato il progetto "Scatti di legalità": alcuni dei ragazzi della casa famiglia "Arcobalenno" hanno avuto la possibilità di seguire, sempre gratuitamente, 4 incontri con un maestro di fotografia, Antonio Parrinello, così da imparare, oltre che i rudimenti dell'arte fotografica,ad osservare la realtà che li circonda, a partire dal quartiere di Picanello.
Il 12 giugno 2014 presso il Cortile Platamone è stato organizzato il dibattito pubblico dal titolo "Giustizia, riforme e antimafia" con la partecipazione dei magistrati Sebastiano Ardita, Antonino Di Matteo, Nicola Gratteri e del giornalista Saverio Lodato.
Il 19 luglio 2014 per il secondo anno consecutivo si è svolta presso la scuola Quirino Maiorana la commemorazione dei caduti della strage di via D'Amelio alla presenza delle Autorità cittadine e di numerosi esponenti della società civile.

### Un muro contro la mafia
All'inizio di marzo 2011 appare una scritta nei pressi della circonvallazione catanese: "contro la mafia l'amore per la memoria e l'impegno per l'azione". Il murale, realizzato nella totale legalità, è firmato "Addiopizzo Catania" ed è la prima delle opere che l'associazione annuncia di voler realizzare nella città al fine di darle un volto nuovo. Dopo poco meno di due mesi la scritta viene oscurata da ignoti che ne cancellano la prima parte che viene ripristinata dagli associati.
In prossimità del 23 maggio in occasione della commemorazione della strage di Capaci "Addiopizzo Catania" inizia la realizzazione di un secondo murale raffigurante Giovanni Falcone la moglie Francesca Morvillo e le altre vittime della strage: gli agenti della scorta Vito Schifani, Rocco Dicillo, Antonio Montinaro.
Il 26 maggio una secchiata di vernice rossa viene gettata da anonimi sul volto del giudice. Gli addiopizzini vanno avanti nella realizzazione del murale.
Il 9 luglio il murale è pronto e viene inaugurato alla presenza della moglie di Rocco Dicillo tramite una conferenza stampa grazie alla quale gli addiopizzini lo hanno simbolicamente consegnato ai cittadini che ne hanno permesso la realizzazione.
Entrambi i murali sono stati realizzati con parte del ricavato della lotteria "regaliamo una sorpresa" autorizzata dai Monopoli di Stato e organizzata in occasione della Pasqua 2011.
I biglietti, al costo di un euro ciascuno, sono stati venduti tra i cittadini che hanno così contribuito non soltanto alla realizzazione dei murale ma anche per aiutare l'associazione Talita Kum del quartiere difficile di Librino, e a sostenere un nucleo familiare in difficoltà economica.

### Oratorio San Pio X
Nell'aprile 2015 l'associazione si è mossa attivamente sui social allo scopo di pubblicizzare e dare il più ampio sostegno dei ragazzi dell'oratorio San Pio X del quartiere di Nesima di Catania. È stato girato un video con gli stessi ragazzi dell'oratorio con cui si chiedeva al presidente della Regione Sicilia, Rosario Crocetta, di riprendere i pagamenti verso la ditta edile che doveva ristrutturare e mettere in sicurezza lo stesso. L'iniziativa ha riscosso interesse mediatico a livello televisivo nazionale.

### Parco Giochi S.Tecla
Dal dicembre 2015 l'associazione, ha lanciato un progetto volto a riqualificare alcune aree dismesse della città di Catania, in maniera da fornire dei servizi, e quindi anche un “presidio di legalità” per i giovani catanesi, soprattutto nelle zone periferiche della città, allo scopo di sottrarre nuova “manodopera” alla criminalità organizzata.
Il progetto è partito con la creazione di un parco giochi per bambini nella frazione di Santa Tecla (Acireale).
Sulla scia dell'ottima riuscita del progetto, l'associazione sta lavorando alla raccolta fondi per la creazione di un nuovo parco giochi, da realizzarsi in un'altra area periferica della città di Catania, al Villaggio Dusmet.

### #Certochefirmo
A partire dal 2015, all'interno dell'associazione si è dato avvio a tutta una serie di attività preparatorie e organizzative, che sono poi culminate, nel marzo 2016, con la presentazione di una petizione popolare alla Camera dei Deputati e al Senato della Repubblica, avente come oggetto, una proposta di riforma del Codice Penale e del Codice Penitenziario in riguardo all'annosa questione della certezza della pena; tema questo, che nel tempo si è sempre più diffuso nell'opinione pubblica, via via che i casi di cronaca si susseguivano, e che, a causa dell'eccessiva mancanza di certezza nei confronti delle pene inflitte ai vari assassini, criminali o mafiosi, è andato crescendo sempre più nei cittadini un senso di frustrazione ed impotenza di cui l'associazione si è fatta portatrice. La petizione a dicembre del 2018 ha raccolto più di 5000 firme ed ha visto l'adesione, tra glia altri dei sindaci di Catania e Palermo.

## Le infiltrazioni mafiose nella festa di Sant'Agata
Il 5 febbraio 2008, in seguito alla scoperta delle infiltrazioni e degli interessi della mafia nell'organizzazione e nello svolgimento della festa catanese di Sant'Agata, il comitato Addiopizzo Catania ha esposto in via S. Giuliano, uno striscione con scritto: "S. Agata liberaci dalla mafia". Un comunicato stampa, poco diffuso dalle agenzie giornalistiche, invitava i catanesi ad esporre uno striscione simile dai propri balconi.
Il 5 febbraio 2009, Addiopizzo Catania, riporta agli occhi dei catanesi il problema della mafia a Catania. Tramite degli adesivi che riportavano le scritte: "S. Agata liberaci dal pizzo", "S. Agata è contro il pizzo, e i cittadini?", "Semu tutti devoti tutti? allora basta pizzo" e "Catania svegliati", sparsi per via Etnea e per le vie attigue, l'associazione ha permesso ai cittadini che andavano alla "messa dell'aurora" di pensare che Catania ha ancora bisogno del cambiamento culturale tanto acclamato.
La medesima iniziativa è stata riproposta dai ragazzi di Addiopizzo Catania nel 2010 e nel 2011.